# Sierra de Bernia
Die Sierra de Bernia (katalanisch Serra de Bèrnia) ist ein ca. 11 km langer, in Ost-West-Richtung verlaufender und bis zu 1126 m hoher küstennaher Gebirgsstock in der Provinz Alicante im Südosten Spaniens; sie bildet den östlichsten Teil bzw. ein Anhängsel der Betischen Kordillere.

## Nutzung
Abgesehen von kleineren landwirtschaftlich genutzten Parzellen steht die touristische Bedeutung der Sierra de Bernia im Vordergrund.

## Sehenswürdigkeiten

### Fuerte de Bernia
Von der im Jahr 1562 von Philipp II. in Auftrag gegebenen und ca. 820 m hoch gelegenen Bergfestung Fuerte de Bernia sind nur noch spärliche Überreste erhalten, denn nach der Vertreibung der Mauren durch seinen Nachfolger Philipp III. in den Jahren 1609 bis 1615 erteilte der König den Befehl zum Abriss. Wegen der schönen Aussicht lohnt sich dennoch eine Wanderung.

### Forat de Bernia
Der natürlich entstandene Felsentunnel Forat de Bernia ist ebenfalls eine bedeutende Sehenswürdigkeit in den Bergen der Sierra.